# Ken Hackett
Kenneth Francis Hackett más conocido como Ken Hackett (n. Boston, Massachusetts, Estados Unidos, 1947) es un diplomático estadounidense.

## Biografía
Nació en el distrito West Roxbury de la ciudad de Boston (Massachusetts), en el año 1947.
En 1968 obtuvo un Graduado por la universidad Boston College.
Tras finalizar sus estudios superiores se unió a la agencia federal Cuerpo de Paz, con la cual fue enviado a Ghana. Y luego se unió a la agencia internacional Catholic Relief Services (CRS), con la que estuvo sirviendo en África y Asia y con el paso del tiempo fue designado como presidente de la "CRS", hasta su retirada en 2011.
Posteriormente en el mes de junio de 2013 fue nombrado por el presidente Barack Obama y confirmado el 1 de agosto por el Senado norteamericano, como nuevo Embajador de los Estados Unidos ante la Santa Sede, sucediendo en este cargo a Miguel Díaz.
El día 21 de octubre de ese año, ya presentó las Cartas Credenciales al papa Francisco.

## Títulos y condecoraciones
| Distinción                                           | Período       | Lugar                |
| ---------------------------------------------------- | ------------- | -------------------- |
| Doctor honoris causa de la Universidad de Notre Dame | 2007          | Notre Dame (Indiana) |
| Medalla Laetare de la Universidad de Notre Dame      | 2012          | Notre Dame (Indiana) |
| Caballero de la Gran Cruz de la Orden de Pio IX      | marzo de 2016 | Ciudad del Vaticano  |